# Namguro (metropolitana di Seul)
Namguro (남구로역 - 南九老驛, Namguro-yeok ) è una stazione della metropolitana di Seul servita dalla linea 7 della metropolitana di Seul. Si trova nel quartiere di Guro-gu, a sud rispetto al centro della città.

## Linee
SMRT
● Linea 7 (Codice: 745)

## Struttura
La stazione è realizzata sottoterra, e possiede due marciapiedi laterali con due binari con porte di banchina a piena altezza e ascensori. Sono presenti due aree tornelli e 6 uscite in superficie.
| Direzione Jangam            | ● Linea 7 | per Isu, Express Bus Terminal, Geondae-ipgu, Nowon e Jangam |
| Direzione Bupyeong-gucheong | ● Linea 7 | per Gasan Digital Complex, Onsu e Bupyeong-gucheong         |

## Stazioni adiacenti
| «       | Servizio | »                     |
| Linea 7 | Linea 7  | Linea 7               |
| ------- | -------- | --------------------- |
| Daerim  | -        | Gasan Digital Complex |